# Nick Carter (General)

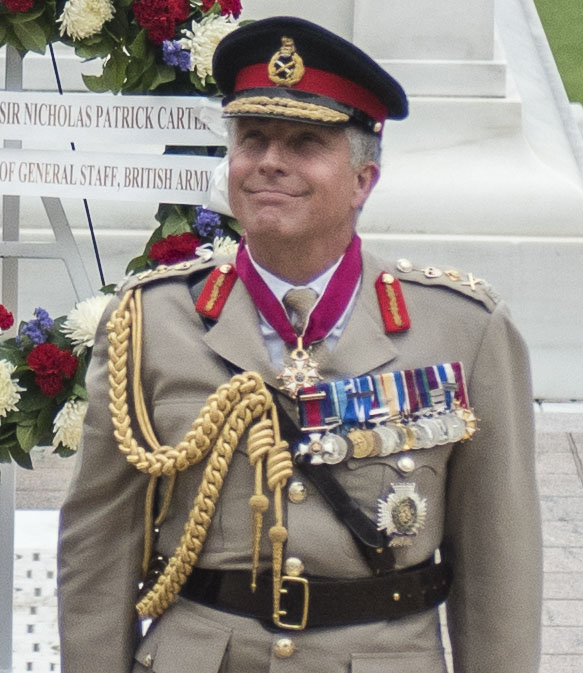
Nick Carter (2010)

Sir Nicholas Patrick Carter GCB CBE DSO ADC Gen (* 11. Februar 1959 in Nairobi) ist ein britischer General. Von Juni 2018 bis November 2021 war er der Chief of the Defence Staff der Streitkräfte des Vereinigten Königreichs. Zuvor war er von 2014 bis 2018 als Chief of the General Staff Kommandant der Landstreitkräfte.

## Leben
Nick Carter wurde in Nairobi, der Hauptstadt von Kenia geboren. Nach seiner Schulzeit trat er 1977 in die Royal Military Academy Sandhurst ein und ließ sich zum Offizier ausbilden.

### Militärische Laufbahn
Nach seiner Offiziersausbildung diente er zunächst bei den Royal Green Jackets, einem Infanterieregiment der British Army. Mit diesem absolvierte er mehrere Einsätze im In- und Ausland. So diente er in Deutschland während des Kalten Krieges, in Nordirland während der Unruhen, auf Zypern bei der UN und als Kommandeur eines Bataillons bei Einsätzen in Bosnien und im Kosovo.
Als Brigadekommandeur führte er 2003/04 die britischen Truppen im Irak und mehrere Male zwischen 2002 und 2013 in Afghanistan. Zwischendurch besuchte er in dieser Zeit verschiedene Weiterbildungen, um sich für höhere Aufgaben zu qualifizieren.
Er leitete das Team, das das Heer im Anschluss an 2010 Security and Defence Review (Konzept Army 2020) reorganisierte.
Am 31. Dezember 2013 wurde er zum Knight Commander des Order of the Bath erhoben und führt seither den Namenszusatz „Sir“.
Im Jahr 2014 übernahm er den Posten des Kommandanten der britischen Landstreitkräfte. Im Juni 2018 wurde er als Nachfolger von Stuart Peach zum Chief of the Defence Staff ernannt. Im November 2021 wurde er selber von Tony Radakin abgelöst.